# Szűr, Baranya
Szűr (în germană Sier) este un sat în districtul Mohács, județul Baranya, Ungaria, având o populație de 279 de locuitori (2011).

## Demografie
Componența etnică a satului Szűr
     Maghiari (66,67%)
     Germani (33,33%)
Componența confesională a satului Szűr
     Reformați (9,32%)
     Fără religie (7,89%)
     Necunoscută (82,8%)
     Alte religii (2,15%)
Conform recensământului din 2011, satul Szűr avea 279 de locuitori. Din punct de vedere etnic, majoritatea locuitorilor (66,67%) erau maghiari, cu o minoritate de germani (33,33%). Nu există o religie majoritară, locuitorii fiind reformați (9,32%) și persoane fără religie (7,89%). Pentru 82,8% din locuitori nu este cunoscută apartenența confesională.